# Halowe Mistrzostwa Świata w Lekkoatletyce 1995 – bieg na 400 m mężczyzn
Bieg na 400 m mężczyzn – jedna z konkurencji rozgrywanych podczas halowych mistrzostw świata w lekkoatletyce w 1995. Eliminacje miały miejsce 10 marca, półfinały zostały rozegrane 11 marca, finał zaś odbył się 12 marca.
Udział w tej konkurencji brało 29 zawodników z 24 państw. Zawody wygrał reprezentant Stanów Zjednoczonych Darnell Hall. Drugą pozycję zajął zawodnik z Nigerii Sunday Bada, trzecią zaś reprezentujący Rosję Michaił Wdowin.

## Wyniki

### Eliminacje
Bieg 1
| Miejsce | Zawodnik         | Państwo                   | Wynik | Uwagi |
| ------- | ---------------- | ------------------------- | ----- | ----- |
| 1.      | Calvin Davis     | Stany Zjednoczone         | 46,99 |       |
| 2.      | Eswort Coombs    | Saint Vincent i Grenadyny | 47,17 |       |
| 3.      | Ashraf Saber     | Włochy                    | 47,18 |       |
| 4.      | Wilson Canizales | Kolumbia                  | 49,32 |       |
| –       | Lei Hong-wa      | Makau                     | DNS   |       |
| –       | Mohamad Shaman   | Jordania                  | DNS   |       |

Bieg 2
| Miejsce | Zawodnik       | Państwo           | Wynik | Uwagi |
| ------- | -------------- | ----------------- | ----- | ----- |
| 1.      | Darnell Hall   | Stany Zjednoczone | 46,32 |       |
| 2.      | Sunday Bada    | Nigeria           | 46,79 |       |
| 3.      | Michaił Wdowin | Rosja             | 47,20 |       |
| 4.      | Seiji Inagaki  | Japonia           | 47,59 |       |
| 5.      | Paul Slythe    | Wielka Brytania   | 47,66 |       |

Bieg 3
| Miejsce | Zawodnik              | Państwo         | Wynik | Uwagi |
| ------- | --------------------- | --------------- | ----- | ----- |
| 1.      | Ibrahim Muftah Ismail | Katar           | 47,59 |       |
| 2.      | Carlos Silva          | Portugalia      | 47,99 |       |
| 3.      | Hiroyuki Hayashi      | Japonia         | 48,07 |       |
| 4.      | Bülent Eren           | Turcja          | 49,09 |       |
| 5.      | Mark Hylton           | Wielka Brytania | 50,26 |       |
| –       | Antonio Sánchez       | Hiszpania       | DNF   |       |

Bieg 4
| Miejsce | Zawodnik            | Państwo                       | Wynik | Uwagi |
| ------- | ------------------- | ----------------------------- | ----- | ----- |
| 1.      | Karsten Just        | Niemcy                        | 47,63 |       |
| 2.      | Shon Jun-il         | Korea Południowa              | 47,74 |       |
| 3.      | Benyounés Lahlou    | Maroko                        | 48,07 |       |
| 4.      | Desiré Pierre-Louis | Mauritius                     | 48,14 |       |
| 5.      | Mukandila Kabongo   | Demokratyczna Republika Konga | 51,60 |       |
| –       | Andrea Nuti         | Włochy                        | DSQ   |       |

Bieg 5
| Miejsce | Zawodnik             | Państwo   | Wynik | Uwagi |
| ------- | -------------------- | --------- | ----- | ----- |
| 1.      | Julian Völkel        | Niemcy    | 47,33 |       |
| 2.      | Michael Joubert      | Australia | 47,34 |       |
| 3.      | Ewripidis Dimostenus | Cypr      | 47,95 |       |
| 4.      | Bouchaib Belcaid     | Maroko    | 48,01 |       |
| 5.      | Mohamed Amin         | Pakistan  | 50,23 |       |
| –       | Kennedy Ochieng      | Kenia     | DNS   |       |

### Półfinały
Bieg 1
| Miejsce | Zawodnik      | Państwo                   | Wynik | Uwagi |
| ------- | ------------- | ------------------------- | ----- | ----- |
| 1.      | Sunday Bada   | Nigeria                   | 46,41 |       |
| 2.      | Calvin Davis  | Stany Zjednoczone         | 46,53 |       |
| 3.      | Carlos Silva  | Portugalia                | 46,94 |       |
| 4.      | Ashraf Saber  | Włochy                    | 47,33 |       |
| 5.      | Eswort Coombs | Saint Vincent i Grenadyny | 47,63 |       |
| 6.      | Julian Völkel | Niemcy                    | 47,81 |       |

Bieg 2
| Miejsce | Zawodnik              | Państwo           | Wynik | Uwagi |
| ------- | --------------------- | ----------------- | ----- | ----- |
| 1.      | Michaił Wdowin        | Rosja             | 46,91 |       |
| 2.      | Darnell Hall          | Stany Zjednoczone | 46,92 |       |
| 3.      | Shon Jun-il           | Korea Południowa  | 47,48 |       |
| 4.      | Karsten Just          | Niemcy            | 47,53 |       |
| 5.      | Michael Joubert       | Australia         | 47,78 |       |
| –       | Ibrahim Muftah Ismail | Katar             | DNS   |       |

### Finał
| Miejsce | Zawodnik       | Państwo           | Wynik | Uwagi |
| ------- | -------------- | ----------------- | ----- | ----- |
| 01 !    | Darnell Hall   | Stany Zjednoczone | 46,17 |       |
| 02 !    | Sunday Bada    | Nigeria           | 46,38 |       |
| 03 !    | Michaił Wdowin | Rosja             | 46,65 |       |
| 4.      | Carlos Silva   | Portugalia        | 46,87 |       |
| 5.      | Shon Jun-il    | Korea Południowa  | 46,90 |       |
| 6.      | Calvin Davis   | Stany Zjednoczone | 47,19 |       |